# Pierre Jacobsen
Pour les articles homonymes, voir Jacobsen.
Pierre Jacobsen, né le 5 septembre 1917 à Copenhague (Danemark) et mort le 1er juillet 1957 à Bellevue (Suisse), est un militaire et haut fonctionnaire international de nationalité française. Il est une personnalité marquante des années 1940 et 1950.

## Enfance et jeunesse
Pierre Jacobsen est le fils d’Oskar Jacobsen et de Julie Jacobsen. On attribue parfois à la famille le nom de Jacobsen de Rosen, bien que son appartenance à la branche de Rosen ne soit pas avérée.
Son père, ingénieur de la firme ITT, revient au Danemark en provenance de Russie, au moment de la Révolution de 1917. C'est donc à Copenhague que naît Pierre Jacobsen ; La famille part aussitôt après à Paris, où Oskar Jacobsen est désormais affecté.
De nationalité danoise, Pierre Jacobsen grandit en France, à Neuilly où il vit avec ses parents. Il reçoit une éducation française.
Il fait des études brillantes au lycée Pasteur de Neuilly, où il a comme professeur d’histoire et de géographie Daniel-Rops, qui l’enseignera de la 4e à la terminale et sera très impressionné par l’intelligence de son élève. En 1939, à 22 ans, il est docteur en droit de la faculté de droit de Paris, licencié ès lettres de la faculté des lettres de Paris et diplômé de l’École des langues orientales de Paris, en japonais, chinois et malais.

## La guerre – la carrière militaire
Pierre Jacobsen demande la nationalité française, qu'il obtient le 10 août 1936. Il est donc appelé à faire son service militaire à l’été 1938, comme aspirant puis sous-lieutenant d’artillerie. Il est sous les drapeaux à la déclaration de guerre. Après une campagne héroïque qui lui vaut d'être fait chevalier de la Légion d'honneur, il est fait prisonnier lors de la campagne de France en juin 1940. Constatant ses origines danoises et sa maîtrise de la langue allemande, les Allemands lui proposent ... de devenir officier dans la Wehrmacht ! Il refuse et est envoyé à l'Oflag X-B d'où il s'évade le 17 octobre 1941.
C'est probablement son évasion qui est racontée comme suit : « Un autre s'était fait confectionner des habits civils par des camarades dans l'atelier de tailleur et procuré des Reichsmarks, aidé par un Allemand. Lorsqu'il eut la possibilité de quitter le camp avec une colonne de 30 prisonniers, il enfila un manteau militaire par-dessus ces vêtements. Il fit attention à ne pas se ranger du côté des gardes qui marchaient avec eux. D'un coup, il retira sa cape militaire, la donna à un camarade et monta tout simplement sur le trottoir dans ses habits de civil. Puis il laissa ses camarades passer devant lui en se donnant l'apparence d'un civil allemand. Il se rendit ensuite à la gare et prit le train en direction de la France. Il atteignit Vichy en une semaine. »
Il rejoint la France en train et à pied et est démobilisé à Lyon en 1942. Cette même année, Il est recruté comme chargé de cours à l’École libre des Sciences politiques de Lyon et devient avocat-stagiaire au barreau de cette même ville.
Il fait la connaissance de Frank H. D. Pickersgill, espion canadien qui le cite avec admiration dans sa correspondance, publiée posthume, après que ce dernier eut été arrêté et assassiné par les nazis :
« […] Through Varille he [Franck Pickersgill] made a number of new friends among a group of Frenchmen, only one of whom survived the war. This was general Pierre Jacobsen de Rosen, an officer of the Legion of Honour. At the time of attaining his rank, Jacobsen was thirty years of age, which made him the youngest general in the French army. »
Pierre Jacobsen s’évade de France en décembre 1942 après l’invasion de la Zone Libre par les Allemands, le 11 novembre précédent, conséquence du débarquement allié en Afrique du Nord du 8 novembre 1942. Il passe clandestinement en Espagne en se faisant passer pour un Sud-Américain. Se disant ensuite Canadien, il arrive à se faire réclamer par le consulat de ce pays, ce qui lui permet de passer en Afrique du Nord avec quelques autres Français, dont son ami le grand juriste comparatiste René David, qu'il a rencontré à l'Oflag XB et qui lui aussi s'en était échappé. Son parcours rocambolesque est narré par Mario Prieto, dans son ouvrage « Mémoires d'un diplomate chilien », dans les termes suivants :
« Il [Pierre Jacobsen] me raconta […] son départ clandestin du territoire français pendant l’occupation allemande. Remise du faux passeport avec les instructions du préposé pour lui faire graver dans la mémoire qu’en réalité il s’appelait Untel ; son prénom, Tel ; né à…, le…, prénom de son père, etc. Il se débrouilla pour passer la frontière espagnole et prit le train pour Madrid. Sous Franco, les contrôles se répétaient fréquemment. Un policier ouvrit la porte du compartiment et lui demanda les détails figurant sur le document, et, entre autres, le prénom de sa mère. Jacobsen savait que celui-ci ne figurait pas sur le passeport. Paralysé par la peur, impossible de trouver un nom féminin. Finalement il répondit : « Geoffroy » !!! Le policier n’insista pas. »
« À son arrivée à Madrid, il ne savait pas où loger. Après plusieurs tentatives, il téléphona à un oncle éloigné, installé dans la capitale espagnole : il s’agissait du Ministre plénipotentiaire von Moltke auprès de l’ambassadeur d’Allemagne, Eberhard von Stohrer ! Ce dernier lui donna l’adresse de la mission et offrit de le loger. Quand il apprit le but du voyage de son neveu, c’est-à-dire rejoindre les forces françaises libres à Londres, il sentit une sueur froide (dixit Jacobsen) mais n’eut d’autre choix que de demander à son « invité » de « déguerpir » discrètement à l’aube. »
Arrivé en Afrique du Nord par le Maroc d'où il se rend en Algérie, il est remobilisé immédiatement avec le grade de lieutenant et rejoint volontairement le bataillon de choc en formation, créé par le commandant Gambiez dont il devient rapidement le principal conseiller et l'homme de confiance. Au sein de cette unité d’élite, il va participer aux campagnes de Tunisie, de Corse et d’Italie, de France et d'Allemagne.
Il contribue à la libération de la Corse, en débarquant au lendemain de l'arrivée du premier échelon de 109 membres du bataillon de choc déposés par le sous-marin Casabianca. Il joue un rôle essentiel dans la libération de l’île d’Elbe le 17 juin 1944, à la tête d’un commando de 50 hommes qui prend d'assaut la batterie d'Enfola, 4 pièces d'artillerie « imprenables », après l'incroyable escalade d'une falaise à pic et un terrible combat au corps à corps; blessé au cou et à la jambe au cours de l’attaque, il est fait prisonnier le 18 juin 1944 et s’évade le 20 juin 1944, non sans avoir reçu les félicitations admiratives du général allemand commandant les troupes de l'île d'Elbe, pour son action d'éclat. C'est cette action exceptionnelle qui inspirera le livre et le film Les Canons de Navarone d'Alistair Maclean et une scène du film Les Démons de l'aube d'Yves Allégret.
Il est fait Officier de la Légion d’Honneur pour ces faits d’armes, avec citation à l'ordre de l'armée. La rosette lui est remise par le Général de Lattre de Tassigny. Après avoir été soigné à la base arrière du Bataillon de choc, à Steouali, en Algérie, il est affecté, à la demande du désormais Lieutenant-Colonel Gambiez, en juillet 1944 au Centre d'organisation des Commandos de France, à Sidi-Ferruch, comme instructeur. En août 1944, il est affecté à l'État-Major de la 1re Armée française, avant de rejoindre l'État-Major du 1er Groupement de Commando de France.
Outre la Légion d’honneur, sa conduite lui vaut, entre autres décorations, la croix de guerre 1939-1945 avec 5 citations dont 4 à l'ordre de l'armée et une médaille de vermeil, la Legion of Merit (États-Unis) et la médaille du Mérite danoise.
En janvier 1945, sa personnalité et ses faits d’armes lui valent d'être nommé, à la suite de son ami et compagnon d'arme René David à qui il succède, chef de la Mission française auprès du SHAEF pour les questions de rapatriement des prisonniers de guerre avec rang de colonel puis, la même année, avec rang de général de brigade, à l’âge de 28 ans, faisant effectivement de lui le plus jeune général de l’armée française depuis la Révolution. Il commande la centaine d’officiers français chargés d’assurer le rapatriement des 1 330 000 prisonniers de guerre français qui se trouvent alors dans les zones de l’Allemagne occupées par les Alliés occidentaux. Le rapatriement quasi complet a lieu en 4 mois.
En juillet 1945, il est nommé inspecteur général des Missions françaises de rapatriement. Il est chargé, au nom du ministre  des Prisonniers et Réfugiés, et directement sous ses ordres, d’inspecter toutes les Missions françaises de rapatriement et d’en assurer les évolutions.
Il est à noter qu'à travers sa vie et des contacts à l'OFLAG XB, sa présence en zone non occupée et les relations qu'il y entretint avec les Anglo-américains, son engagement dans le Bataillon de choc et sa proximité avec Henri Frenay dont on connait l'hostilité à Jean Moulin et à "Londres", on peut déceler chez Pierre Jacobsen un tropisme plus giraudiste que gaulliste (même si René David, en leur nom et en celui de beaucoup de leurs compagnons s'en défend, en attribuant cette orientation au hasard et à l'ignorance des luttes intestines en cours au sein de la France combattante).
En novembre 1945, le gouvernement provisoire remet ses pouvoirs à l’Assemblée constituante et le ministère est suspendu. Pierre Jacobsen abandonne ses fonctions pour devenir délégué militaire du district de Hesse rhénane à Mayence à la demande du Gouverneur Militaire de la Zone d’occupation française en Allemagne. Il est chargé de contrôler l’ensemble des administrations allemandes du district. Il dirige toute l’administration française de ce même territoire, jusqu’en octobre 1947. L’une de ses premières décisions sera de faire renaître l'Université de Mayence. L'une des rares images que l'on possède de lui le montre assis, en uniforme de général, assistant à la cérémonie d'inauguration de cette institution. Il soutient la communauté protestante dans sa lutte pour la survie, dans un moment de fortes tensions avec la communauté catholique de Hesse-Rhénanie, très majoritaire.

## Haut fonctionnaire international
Avec l’appui du gouvernement français, il quitte alors l’armée et abandonne son grade de général de brigade, pour devenir, à l’âge de 30 ans, secrétaire exécutif adjoint puis directeur général adjoint de l'Organisation internationale pour les réfugiés, basée à Genève.
Là encore il produit une impression marquante sur ceux qui le rencontrent. Dans son ouvrage « Still counting : achievements and follies of a nonagenarian », Edward B. Marks  le décrit ainsi :
« A phase of IRO’s work that particularly interested me was the Ressettlement Office headed by Pierre Jacobsen, a Danish-born, young, hansome, charismatic and extremely-able Franchman. It was said that he was the youngest major general in the French Army in World War II. PJ (as he was known to most of us) was fluent in French, English, German, the Scandinavian languages, and had good knowledge of several Asian tongues. He didn’t suffer fools lightly and could be bitterly incisive, but I always found him fair […]»
Il est par ailleurs, en 1950, nommé professeur à l'École nationale d’administration (ENA) naissante, à Paris.
En 1952, il devient le premier directeur général adjoint du Comité intergouvernemental pour les migrations européennes (CIME) après la disparition de l’OIR et son remplacement par le Haut Commissariat des Nations unies pour les réfugiés. Au sein du CIME, il assure, entre autres, la réinstallation de quelque 180 000 réfugiés hongrois ayant fui, en Autriche et en Yougoslavie. Il est progressivement chargé de l’ensemble des opérations de l’Organisation (rétablissement, rapatriement, transport, assistance, entretien des réfugiés, questions sociales et médicales…), particulièrement après la mort de son directeur général Hugh Gibson en 1954 ; il devient alors directeur exécutif, en l'absence d'un directeur en titre, qui ne sera nommé qu'en 1955.
Il est très actif dans ces fonctions, écrit de nombreux articles et brochures sur la question des migrations et des excédents de population, question dont il devient un spécialiste mondialement reconnu.
Il est à noter qu’il sera l’objet, de manière posthume, de dénonciations antisémites, dans des pamphlets critiquant les origines juives des hauts fonctionnaires de l’ONU.

## Vie privée
Pierre Jacobsen se marie peu après son arrivée à Lyon, le 18 juillet 1942, avec Georgette Pons, plus âgée que lui. Il pousse l'élégance jusqu'à se vieillir de dix ans, en se faisant délivrer par l’état civil un livret de famille qui le fait naître en 1907.
En 1950, il a une fille, Hélène. Compte tenu de ses déplacements nombreux, il installe sa fille et sa femme à Juan-les-Pins, auprès des parents de cette dernière.

## Disparition et hommages
Il disparaît tragiquement, dans sa quarantième année, avec un de ses adjoints, Roberto Rossi-Longhi, lui-même âgé de 34 ans, le 1er juillet 1957. Tous deux sont happés dans leur automobile par un train, à un passage à niveau à Bellevue, près de Genève ; selon la presse genevoise, la garde-barrière, ayant oublié qu'un train supplémentaire avait été programmé, leur a donné le passage malgré l’arrivée dudit train de voyageurs, roulant à plus de 100 km/h.  Pierre Jacobsen meurt sur le coup. Compte tenu du contexte international tendu de l'année 1957 (guerre d'Algérie, présence de nombreux dignitaires du FLN à Genève et en Suisse, "élimination" d'un certain nombre d'entre eux...) et des relations de Pierre Jacobsen avec les Services secrets français, datant de son engagement au Bataillon de choc, devenu entretemps le bras armé des opérations secrètes de la France, on peut se demander si la disparition de "PJ" fut aussi accidentelle qu'on l'a dit...
En 1958, Pierre Jacobsen reçoit, à titre posthume, la médaille Nansen (connue aujourd'hui sous le nom de Nansen Refugee Award), décernée chaque année par le HCR à une personnalité ou une organisation s'étant distinguée au service de la cause des réfugiés.
« Au cours des dix ans jour pour jour pendant lesquels il fut tour à tour le pilote de l’OIR, puis du CIME, Jacobsen, aidé par des collaborateurs dévoués, a organisé et mené à bonne fin la réinstallation outre-mer, dans une nouvelle vie, plus utile et plus heureuse, de près de deux millions d’hommes, de femmes et d’enfants ». Comme l’a dit Elfan Rees au cours du service funèbre célébré en la cathédrale de Saint-Pierre, à Genève, le 4 juillet 1957 : « peu d’hommes ont fait autant et pour tant de gens en si peu de temps »

## Décorations
- Officier de la Légion d'honneur
- Croix de guerre 1939-1945 avec 5 citations dont 4 à l'ordre de l'armée et une étoile de vermeil
- Legion of Merit (USA)
- Médaille du Mérite (Danemark)
- Médaille Nansen (Nansen Refugee Award) à titre posthume